# Frans Hemsterhuis
Frans Hemsterhuis, född 27 december 1721 i Franeker, död 7 juli 1790 i Haag, var en nederländsk filosof och arkeolog. Han var son till Tiberius Hemsterhuis. 
Hemsterhuis innehade en anställning i Nederländernas statskansli och tillhörde den krets av snillen, som omgav furstinnan Amalia Golitsyn ("Diotima") i Münster. Hans filosofiska system är eklektiskt och går ut på att förena rationalism med sensualism. 
Hans förklaring av det sköna såsom det, vilket på kortaste tid framkallar det största möjliga antal föreställningar, upptogs av Friedrich Heinrich Jacobi och Johann Wolfgang von Goethe. På Tysklands nyromantiker utövade han stort inflytande genom sin strävan efter en religiöst betonad skönhetslära. 
Hemsterhuis författade bland annat Sur les désirs (1770), Lettre sur l'homme et ses rapports (1772), Sophyle, ou de la philosophie (1773), Aristée, ou de la divinité (1779), Lettre de Dioclès Diotime sur l'athéisme (1785), Alexis, ou sur l'age d'or (1787). Hans Œuvres philosophiques utkom första gången 1792.